# Acropsopilio chomulae
Acropsopilio chomulae is een hooiwagen uit de familie Caddidae. De wetenschappelijke naam van Acropsopilio chomulae gaat  terug op C.J.Goodnight & M.L.Goodnight.